# Policie

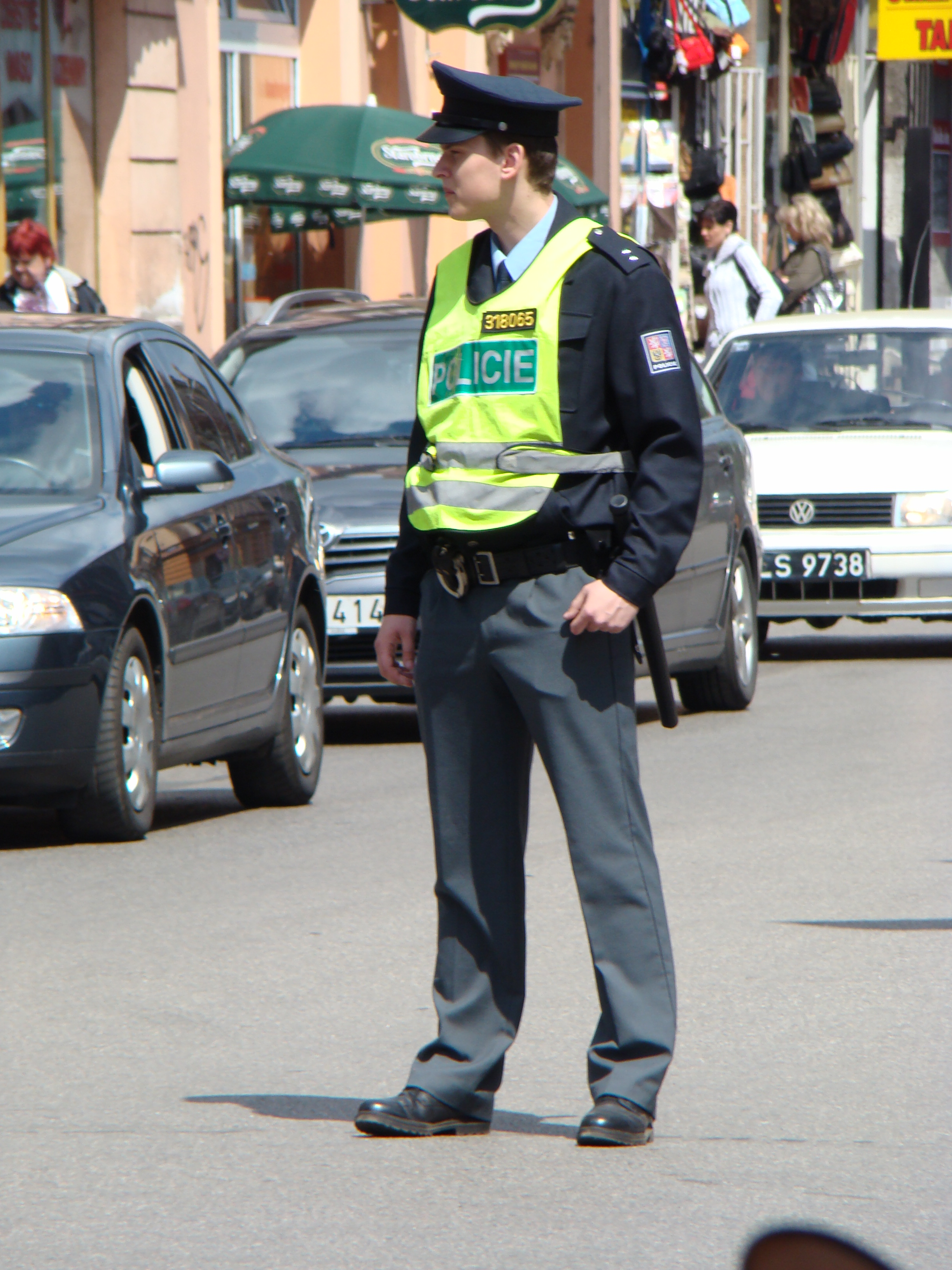
Český policista

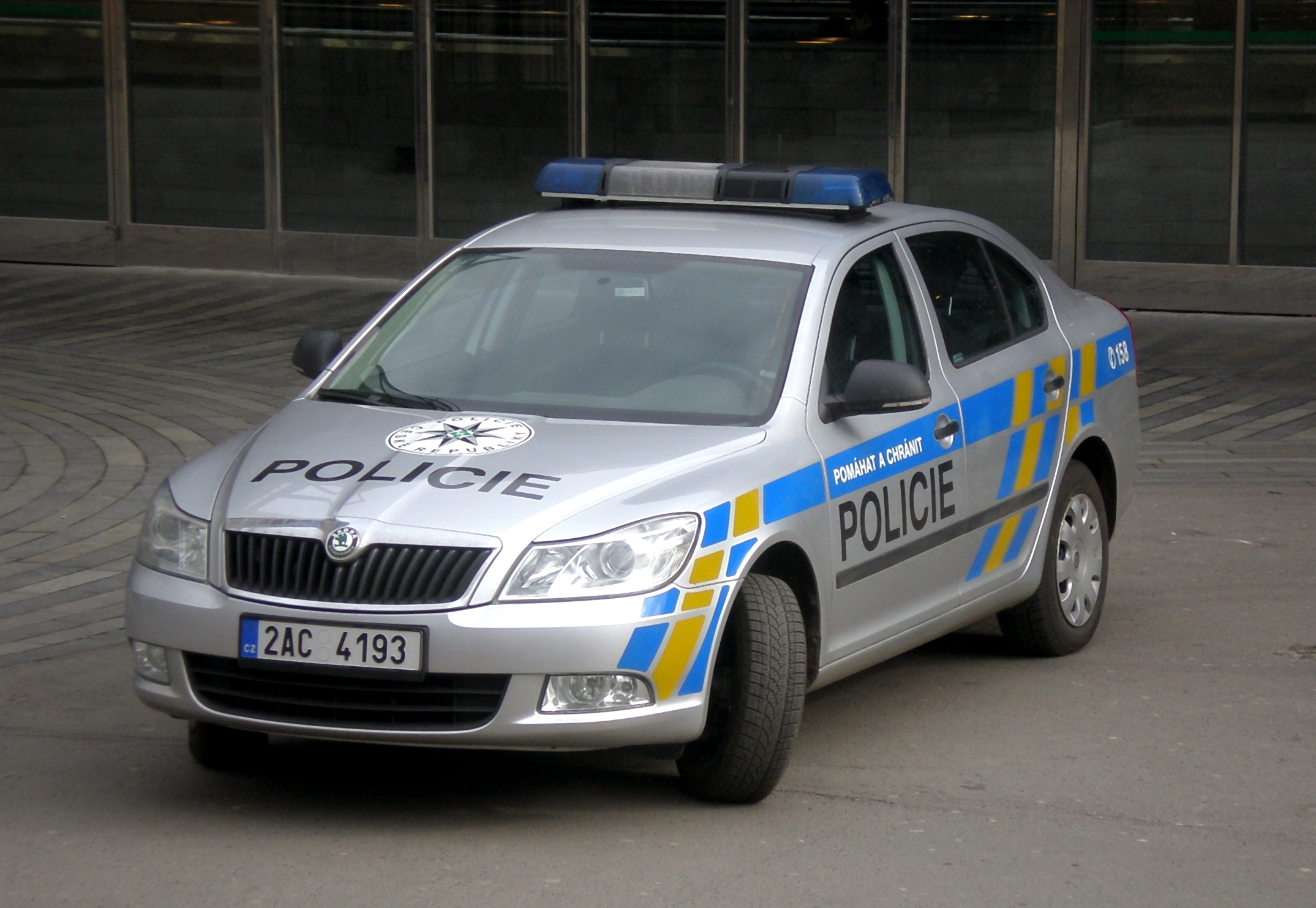
Policejní automobil Škoda Octavia (Česko)

Policie (z latinského slova politia = „veřejná správa“, které je odvozené od řeckého πόλις polis = město) je bezpečnostní složka státu určená k udržování pořádku uvnitř státu a jeho vnitřní bezpečnosti (na rozdíl od armády, jejímž hlavním úkolem je chránit před vnějším nepřítelem), k ochraně práv, majetku a bezpečnosti občanů a ke stíhání pachatelů trestné činnosti. V nedemokratických zemích bývá zneužívána k potlačování a kriminalizování politických odpůrců těch, kteří jsou zrovna u moci. Policie různých států spolupracují na dopadení nebezpečných kriminálních živlů, operujících na území více států.
Příslušník policejního sboru se nazývá policista. Název postu vedoucího představitele státní policie je v různých zemích odlišný, v některých státech, včetně Česka, policii řídí policejní prezident.

## Policie v Česku
V České republice tuto roli plní státní Policie České republiky a obecní (městské) policie jednotlivých obcí a měst. Vedle těchto existuje i Vojenská policie.
Od vzniku samostatného Československa existovalo více sborů s tzv. policejními pravomocemi. Zejména policejní úlohu plnilo četnictvo, ve větších městech policie a v obcích též obecní policie, která plnila více úkolů, než kolik vykonává dnes.
V souvislosti se změnou režimu v roce 1948 byly policie, četnictvo a obecní policie sloučeny a vznikl Sbor národní bezpečnosti. Byl tvořen dvěma základními součástmi, a to Veřejnou bezpečností a Státní bezpečností, která mj. plnila rozvědné a kontrarozvědné úkoly.
Po sametové revoluci v roce 1989 byl Sbor národní bezpečnosti zrušen a úkoly Veřejné bezpečnosti byly převzaty nově vzniklou Policií České republiky a Policejním sborem Slovenské republiky. Rovněž nejdříve živelně a později na základě zákonů vznikly obecní policie.
Vedle nich působila Ozbrojená ostraha železnic, která se přejmenovala na Federální Železniční policii a od 1. ledna 1993 na Železniční policii ČR a SR a rovněž Ozbrojená ostraha letišť, jejíž úkoly převzala zpět Policie ČR.
Některé policejní pravomoci měla v době před rokem 1990 i závodní stráž.